# Parafia św. Krzysztofa w Szczecinie
Parafia pod wezwaniem św. Krzysztofa w Szczecinie – parafia rzymskokatolicka należąca do dekanatu Szczecin-Żelechowo, archidiecezji szczecińsko-kamieńskiej, metropolii szczecińsko-kamieńskiej. Została erygowana w 1998. Siedziba parafii mieści się w Szczecinie przy ulicy Robotniczej.

## Kościół parafialny
Kościół pw. św. Krzysztofa w Szczecinie